# دانيال إيريك غولد
دانيال إيريك غولد (بالإنجليزية: Daniel Eric Gold)‏ مواليد 19 سبتمبر 1975 في لوس أنجلوس، هو ممثل أمريكي بدأ مسيرته الفنية سنة 1999.

## الأعمال

### أفلام
- حرب العوالم (2005)
- حرب تشارلي ويلسون (2007) (بدور: دونيلي)
- بالتأكيد، ربما (2008) (بدور: تشارلي)
- الضواحي (2017)

### مسلسلات
- بيتي القبيحة (2009)
- فتيات (2012)
- القائمة السوداء (2017)

## روابط خارجية
- دانيال إيريك غولد على موقع IMDb (الإنجليزية)
- دانيال إيريك غولد على موقع قاعدة بيانات الفيلم (الإنجليزية)